# Алиса (Ардеш)
Алиса (фр. Alissas) насеље је и општина у источној Француској у региону Рона-Алпи, у департману Ардеш која припада префектури Прива.
По подацима из 2011. године у општини је живело 1.399 становника, а густина насељености је износила 112,55 становника/km². Општина се простире на површини од 12,43 km². Налази се на средњој надморској висини од 229 метара (максималној 789 m, а минималној 196 m).

## Демографија
| 1962. | 1968. | 1975. | 1982. | 1990. | 1999. | 2011. |
| ----- | ----- | ----- | ----- | ----- | ----- | ----- |
| 455   | 508   | 478   | 618   | 720   | 1.026 | 1.399 |

График промене броја становника у току последњих година